# Czyżew-Osada
Czyżew-Osada – niestandaryzowana część miasta Czyżewa w Polsce położona w województwie podlaskim, w powiecie wysokomazowieckim, w gminie Czyżew. Stanowi centralną część miasta wokół rynku. Do końca 2010 samodzielna miejscowość. 

## Historia
Czyżew-Osada jest terytorialnie tożsama z obszarem historycznego miasta Czyżew (prawa miejskie 1738–1870) i jego przedmieściem Pociejewem.
13 października 1870 car odebrał Czyżewowi prawa miejskie i przekształcił go w osadę, którą włączono do wiejskiej gminy Dmochy-Glinki. Odtąd dawne miasto nazywano Czyżewem-Osadą, w celu odróżnienia jej od wielu sąsiednich miejscowości wiejskich (Czyżew Kościelny, Czyżew-Stacja, Czyżew-Ruś-Kolonia, Czyżew-Ruś-Wieś, Czyżew-Chrapki, Czyżew, Czyżew-Pociejewo, Czyżew-Siedliska, Czyżew-Sutki, Czyżew-Złote Jabłko).
Za II RP w powiecie wysokomazowieckim, w województwie białostockim. 16 października 1933 utworzono gromadę Czyżew osada w gminie Dmochy-Glinki, obejmującą samą miejscowość Czyżew osada. Po wojnie (1 stycznia 1949) nazwę gminy Dmochy-Glinki zmieniono na Czyżew z siedzibą w Czyżewie-Osadzie. W latach 1954–1972 wieś należała do i była siedzibą władz gromady Czyżew-Osada. 1 stycznia 1973 stała się siedzibą nowo utworzonej gminy Czyżew-Osada. W latach 1975–1998 miejscowość administracyjnie należała do województwa łomżyńskiego.
1 stycznia 2011 miejscowość stała się częścią reaktywowanego miasta Czyżewa, kiedy to cały obręb ewidencyjny Czyżew-Osada (197,53 ha) włączono w granice nowego miasta. Na uwagę zasługuje fakt, że współcznesne miasto Czyżew (powierzchnia 522,98 ha) jest znacznie większe od historycznego miasta Czyżew (czyli Czyżewa-Osady o powierzchni 197,53 ha), które obejmuje zaledwie 38% powierzchni. Przyczyną tego jest włączenie w granice miasta Czyżew 1 stycznia 2011 także wsi Czyżew Kościelny (74,46 ha lub 14% powierzchni), Czyżew-Stacja (50,01 ha lub 10%) oraz znaczne połacie wsi: Czyżew-Złote Jabłko (89,61 ha lub 17%), Czyżew-Ruś-Wieś (59,90 ha lub 11%), Czyżew-Chrapki (24,42 ha lub 5%) Czyżew-Siedliska (22,88 ha lub 4%) i Czyżew-Sutki (4,17 ha lub 1%).
Odtąd nazwa Czyżew-Osada i jej dawny SIMC (395984) zostały zniesione.

## Wiara
Wierni kościoła rzymskokatolickiego należą do parafii św. Apostołów Piotra i Pawła w Czyżewie.